# Río Orito Mayu
Río Orito Mayu är ett vattendrag i Bolivia.   Det ligger i departementet Chuquisaca, i den centrala delen av landet, 70 km sydost om huvudstaden Sucre.
Omgivningen kring Río Orito Mayu är i huvudsak ett öppet busklandskap. Området är mycket glesbefolkat, med 7 invånare per kvadratkilometer.